# Kneeboard

Pratiquant de kneeboard sur le lac Bear (Idaho et Utah).

Le kneeboard (la planche à genoux) est un sport de glisse nautique qui consiste à évoluer sur l'eau, agenouillé sur une planche courte. 

## Désignations
En anglais, kneeboard désigne la planche, kneeboarding (formé sur le verbe to kneeboard, faire de la planche à genoux) désigne l'activité (aussi appelée kneeboard surfing') et kneeboarder le planchiste.

## Historique
Les débuts de la planche à genoux remontent au début des années 1970 avec le knee ski.

## Équipement
La planche de kneeboard est semblable à la planche de surf mais est légèrement plus courte, plus épaisse et plus large, avec un nez arrondi et des dérives. Elle est faite de plastique ou de fibre de verre ou encore en mousse haute densité. 
Les cuisses sont maintenues en place à l'aide d'une sangle rembourrée (padded strap) réglable. Des genouillères, ou appuis de genoux  (knee pad) en mousse,  amortissent les chocs.
Les adeptes portent généralement un gilet de flottaison (life jacket) ou une combinaison de plongée (swimsuit) et une laisse (leash) reliée à la planche.
En version ou mode ski nautique, la planche est plus petite et le planchiste est tracté à l'aide d'un câble (tow rope) tressé de 15 à 25 m de longueur terminé par un palonnier, ou triangle, qu'il saisit à deux mains.
Il existe des planches spéciales pour les figures et pour  le slalom.
La planche se transporte et se range, glissée dans une housse de protection ou un sac de rangement.

## Pratique
La discipline ne nécessite pas de condition physique particulière ni de sens poussé de l'équilibre puisque le pratiquant, étant à genoux sur la planche, bénéficie d'un centre de gravité très bas.
Le sport se pratique en mer ou sur un plan d'eau. 

### En mer (mode manuel)
On peut gagner le départ de la vague à la main ou avec des palmes puis glisser sur elle comme pour le surf. La taille et la configuration de la planche permettent au planchiste de se faufiler dans le creux de la vague (tube) et de voir celui-ci d'un point de vue différent de celui du surfeur.

### Sur plan d'eau (mode tracté)
Autre cas de figure : on peut se faire tracter au bout d'un câble par un bateau à moteur comme pour le ski nautique(vitesse aux alentours de 30 km/h) ou encore par des câbles de téléski.

## Figures
Les figures sont :
- le 180, qui consiste à se mettre dos au bateau,
- le 360, si l'on se retourne complètement[6],
- des figures aériennes (aerials) comme le saut périlleux arrière, ou salto arrière (backflip) et le saut périlleux avant, ou salto avant (frontflip), ou bien une vrille (twist).

## Foyers
Les foyers les plus actifs  se trouvent en Australie, aux États-Unis (Californie, Hawaï), en Espagne (Cantabrie, Canaries) et en Nouvelle-Zélande.

## Événements
Au nombre des compétitions (contests), on compte le Sieck Island Slalom, le Somo Kneeboard Festival qui a lieu en Espagne (première partie du Kneeboard Festival Cantabria) et le Championnat du monde de kneeboard, l’ISA TAHITI World Kneeboard Championship, 

### Sports connexes
- Le ski nautique, qui se pratique debout sur des skis.
- Le wakeboard, qui se pratique les deux pieds fixés sur une planche, comme le snowboard.
- Le barefoot, qui se pratique pieds nus.
- L'hydrofoil.
- Le wakeskating, une fusion du skateboard et du wakeboard.
- Le wakesurfing, une forme particulière de surf qui utilise la vague formée par le bateau comme vague perpétuelle
- Le surf.